# Aqajarua

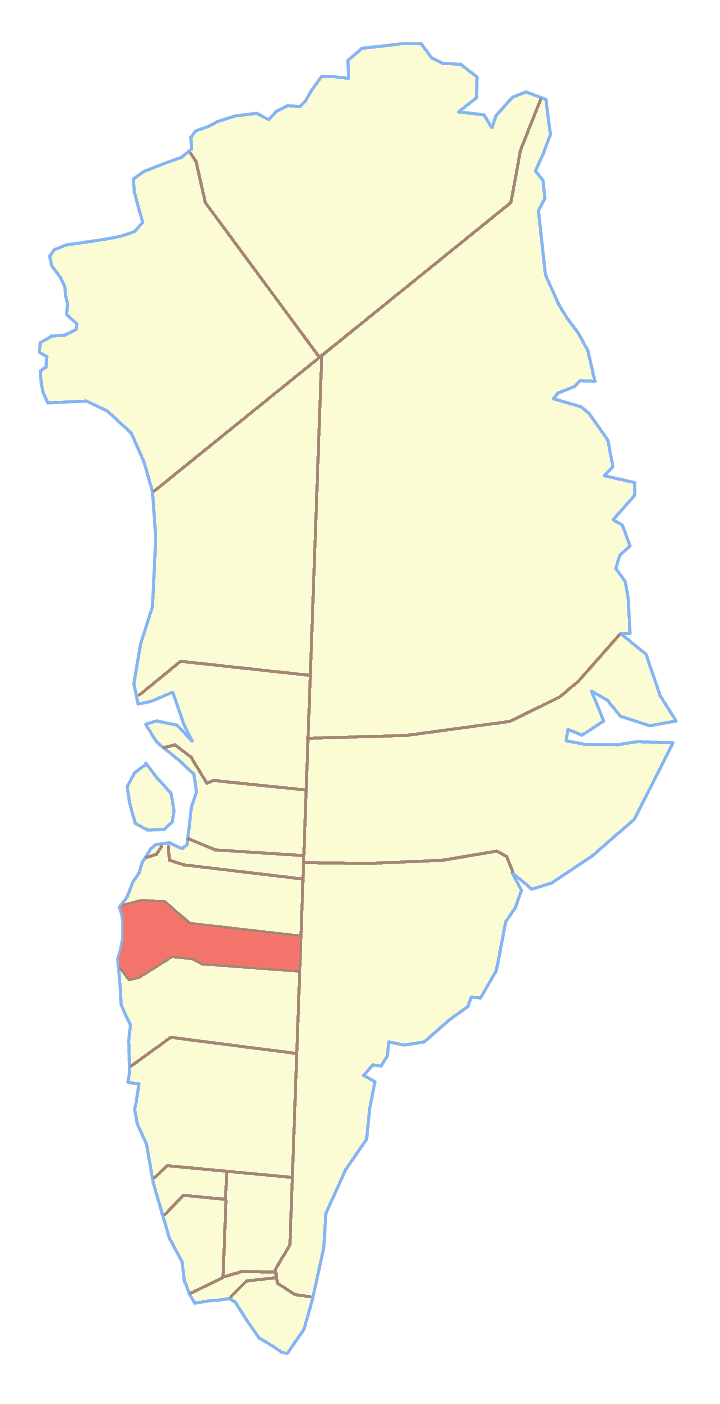
Ex comune di Sisimiut, dove si trovava l'Aqajarua

L'Aqajarua è una montagna della Groenlandia di 894 m. Si trova a 67°06'N 53°34'O; appartiene al comune di Queqqata. 